# Adriano Zamboni
Adriano Zamboni (Montorio Veronese, 22 juni 1933 - Verona, 13 mei 2005) was een Italiaans wielrenner. Hij was beroepsrenner tussen 1955 en 1962.

## Belangrijkste overwinningen
1958
- Milaan-Vignola
- Ronde van Venetië

1959
- Ronde van Toscane
- Trofeo Matteotti

1961
- 16e etappe Ronde van Italië
- Ronde van de Apennijnen
- Ronde van Romagna

## Resultaten in voornaamste wedstrijden
| Jaar | Ronde van Italië | Ronde van Frankrijk | Ronde van Spanje |
| ---- | ---------------- | ------------------- | ---------------- |
| 1956 | 34e              |                     |                  |
| 1957 | 26e              |                     |                  |
| 1959 | 12e              |                     |                  |
| 1960 | 13e              |                     |                  |
| 1961 | 39e (1)          | 16e                 |                  |
| 1962 | opgave           |                     |                  |

| Jaar | Milaan-San Remo | Ronde van Lombardije |
| ---- | --------------- | -------------------- |
| 1956 | 57e             |                      |
| 1957 | 17e             | 40e                  |
| 1959 | 35e             | 21e                  |
| 1960 | 80e             |                      |
| 1961 |                 |                      |
| 1962 |                 |                      |